# Матвеенко, Сергей Леонидович
Серге́й Леони́дович Матве́енко (род. 4 августа 1957, село Романово, Алтайский край) — российский автор-исполнитель. Живёт в Москве.
В 1978-1980 гг. учился на дирижёрско-хоровом отделении Новокузнецкого музыкального училища. Несколько лет играл на бас-гитаре в джазовом коллективе.
Первая песня написана в возрасте 14 лет. Впервые его вывел на сцену Евгений Клячкин. Первый сольный концерт состоялся Новокузнецке в 1987 году.
Член жюри Грушинского фестиваля. Член Союза литераторов России с 1997 года.

## Дискография
1. «О своем неотложном...» (с Натальей Матвеенко), винил. пластинка, фирма «Мелодия», 1987
2. «Не бели эту жизнь», МА, студия «Каравелла», г. Москва, 1994
3. «Старые дворы», МА, «Московские окна», 1995
4. «Пир во время чумы», CD, г. Свердловск, 1995
5. «Девочка моя», CD, г. Москва, 1996
6. «Для тех, кто в рейсе», МА, студия «Союз», г. Москва, 1996
7. «Старый трамвай», МА, г. Томск, CD, «Восточный ветер», 1997
8. «Концерт в Тюмени», CD, студия СТМ-rec, г. Москва, 2001
9. «Лучшие песни», CD, «Московские окна», 2001

## Поэтические сборники

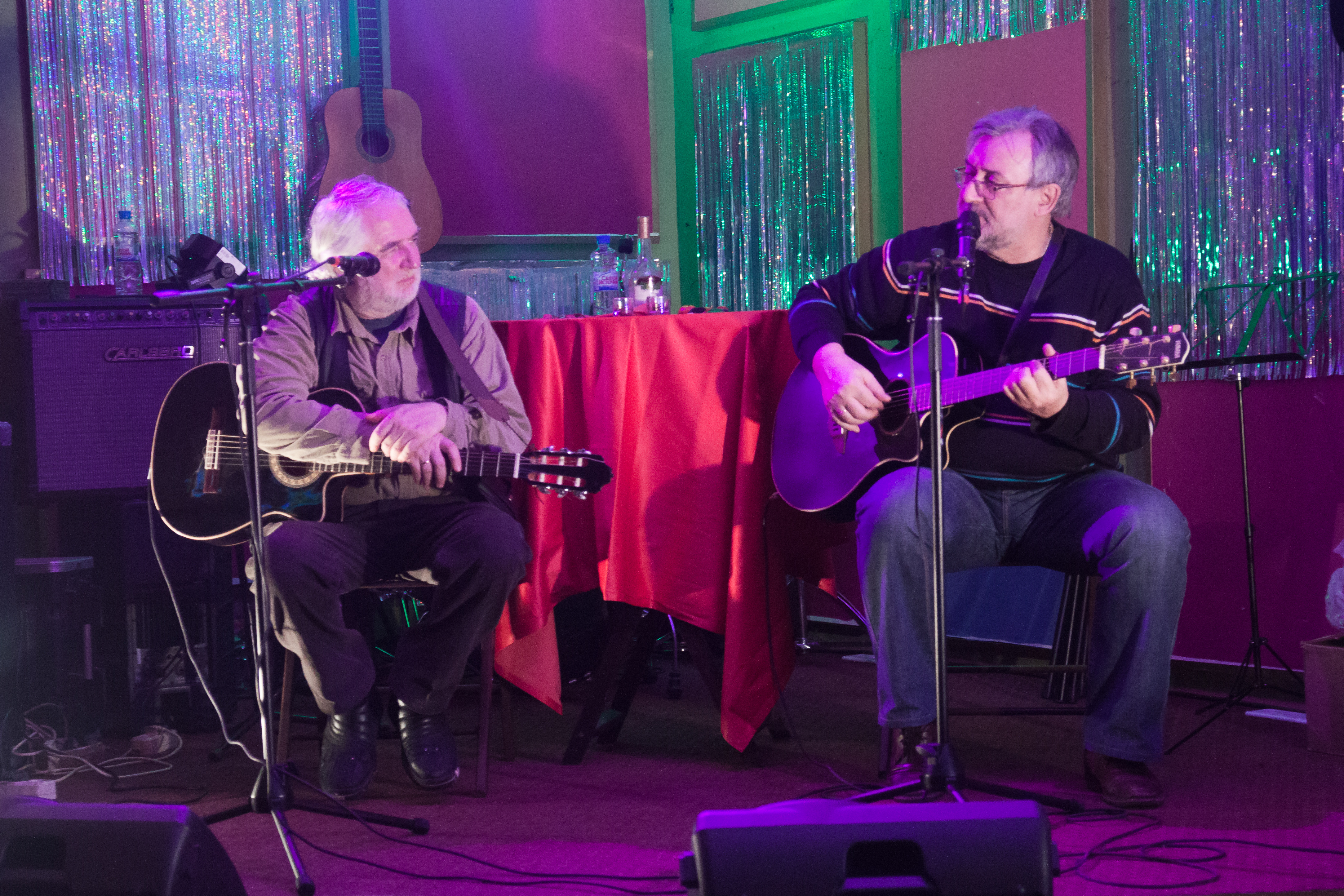
Совместное выступление с Юрием Лоресом, 2016

- «Колокола Василия Блаженного». «Вагант», 1995
- «Подорожная», «Московский дворик», 1998.